# Норвезький університет наук про життя
59°39′54″ пн. ш. 10°45′55″ сх. д. / 59.665108333333° пн. ш. 10.765227777778° сх. д.
Норвезький університет наук про життя ( норв. Norges miljø- og biovitenskapelige universitet норв. Norges miljø- og biovitenskapelige universitet норв. Norges miljø- og biovitenskapelige universitet норв. Norges miljø- og biovitenskapelige universitet , NMBU ) є державним університетом, розташованим в Ес , Норвегія .  Вона розташована в Ас в Акерсхусі , поблизу Осло , і в Адамстуні в Осло і має близько 5000 студентів. 

## Історія

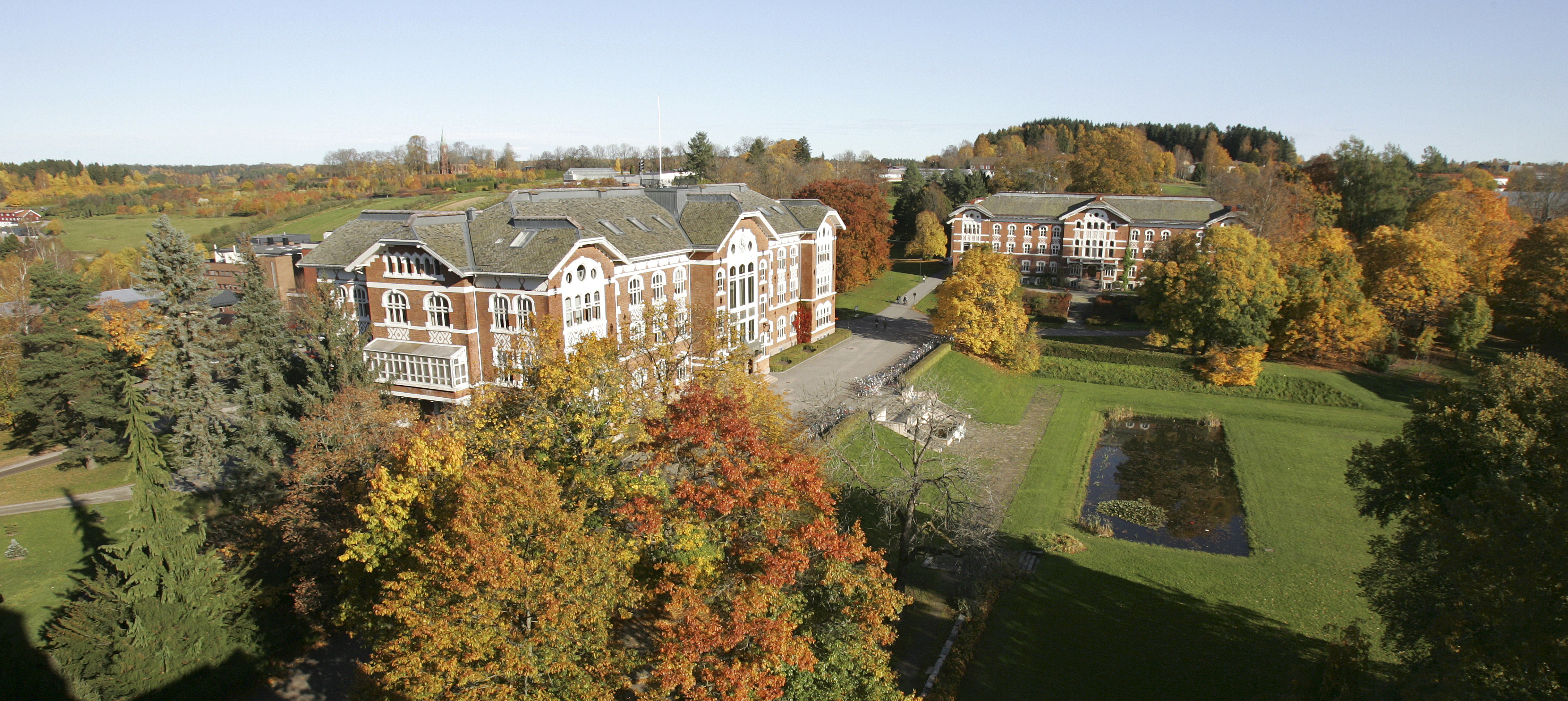
NMBU campus

Заснований у 1859 році як Норвезька сільськогосподарська аспірантура, він став університетським університетським коледжем ( vitenskapelig høgskole ) у 1897 році і отримав статус університету в 2005 році.  До 2005 року він був відомий як Норвезький сільськогосподарський коледж ( Norges landbrukshøgskole , NLH).  Лише через кілька років, у 2014 році університет об'єднався з Норвезькою школою ветеринарних наук (NVH) в Осло, і сьогодні відомий як Норвезький університет наук про життя.  Маючи історію з 1859 року, вона є другою найстарішою вищою освітою в Норвегії після університету в Осло.  Це також єдиний навчальний заклад у Норвегії, який надає ветеринарну освіту. 

## Організація
- Біологічні науки

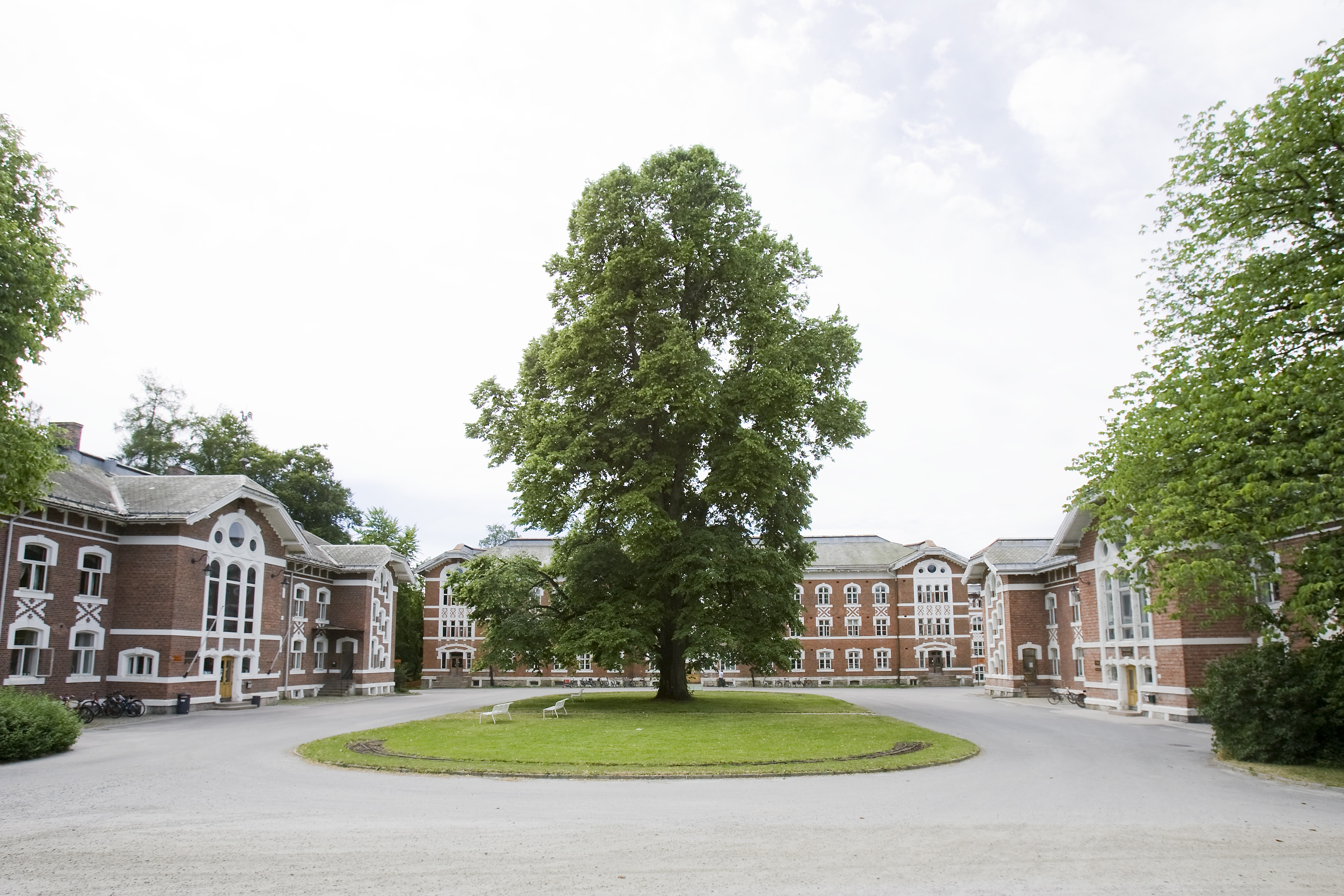
NMBU Courtyard, Ås

- Хімія, біотехнологія та харчова наука
- Науки про навколишнє середовище та управління природними ресурсами
- Ландшафт та суспільство
- Школа економіки та бізнесу
- Наука і технології
- Ветеринарна медицина

- Центр білкової аквакультури (APC)
- Експериментальний центр тваринництва (СВЧ)
- Центр досліджень рослин в контрольованому кліматі (SKP)
- Центр безперервної освіти (SEVU)
- Центр інтегративної генетики [Архівовано 5 квітня 2008 у Wayback Machine.] (Cigene)
- Норвезький Центр Біоенергетичних Досліджень
- Центр обробки зображень Campus Ås

### Дипломні програми
- Міжнародні дослідження навколишнього середовища та розвитку

магістерські програми англійською мовою 
- Агроекологія
- Розведення і генетика тварин

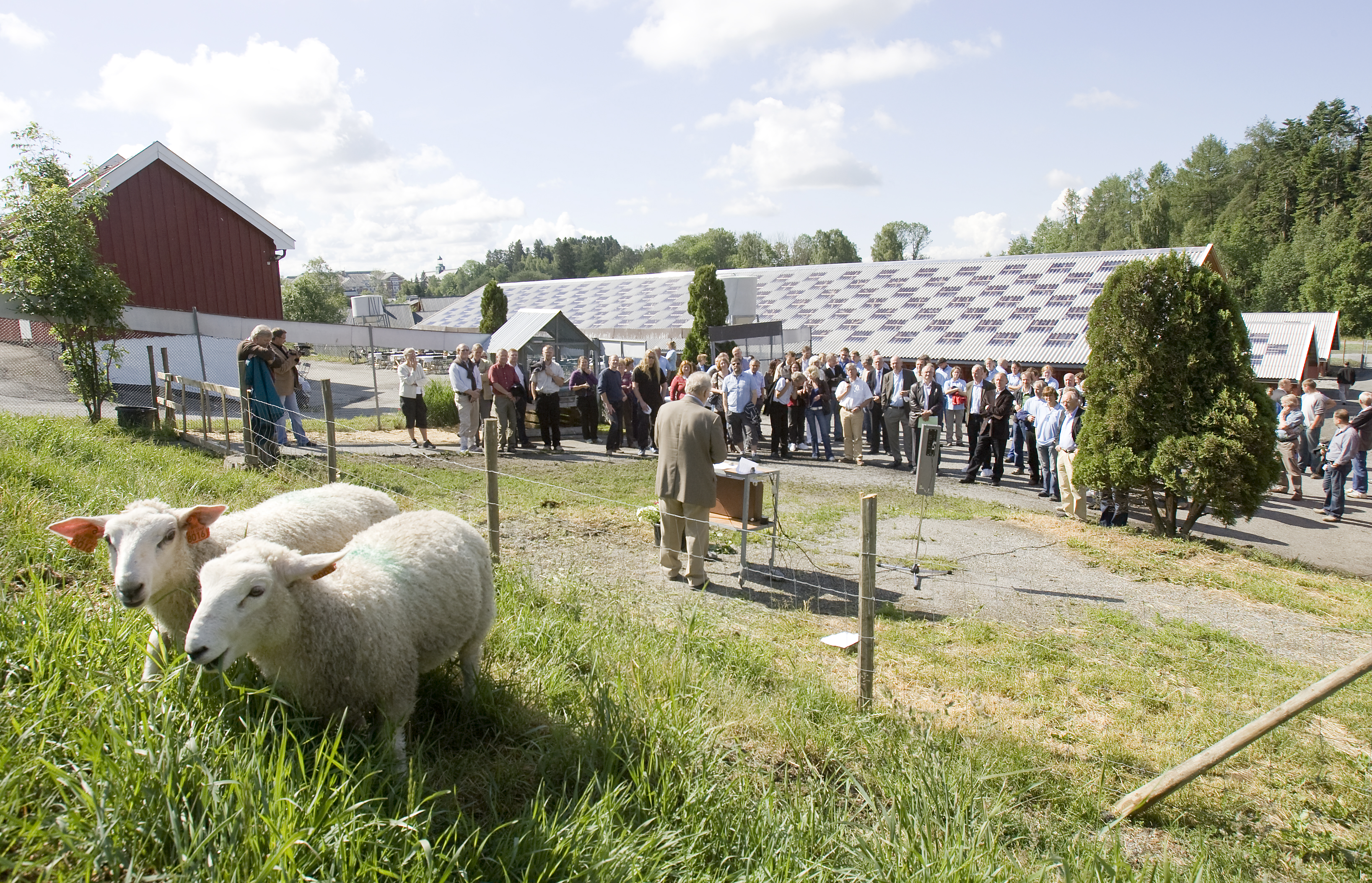
Науки про тварин НМБУ

- Виробництво водних продуктів харчування - безпека та якість
- Аквакультура
- Розвиток та економіка природних ресурсів
- Екологія
- Технологія виробництва кормів
- Дослідження міжнародного розвитку
- Міжнародні екологічні дослідження
- Міжнародні зв'язки
- Радіоекологія

бакалаврські програми на норвезькій мові 
- Наука про тварин
- Біотехнологія

- Бізнес-адміністрування
- Хімія
- Екологія
- Економіка

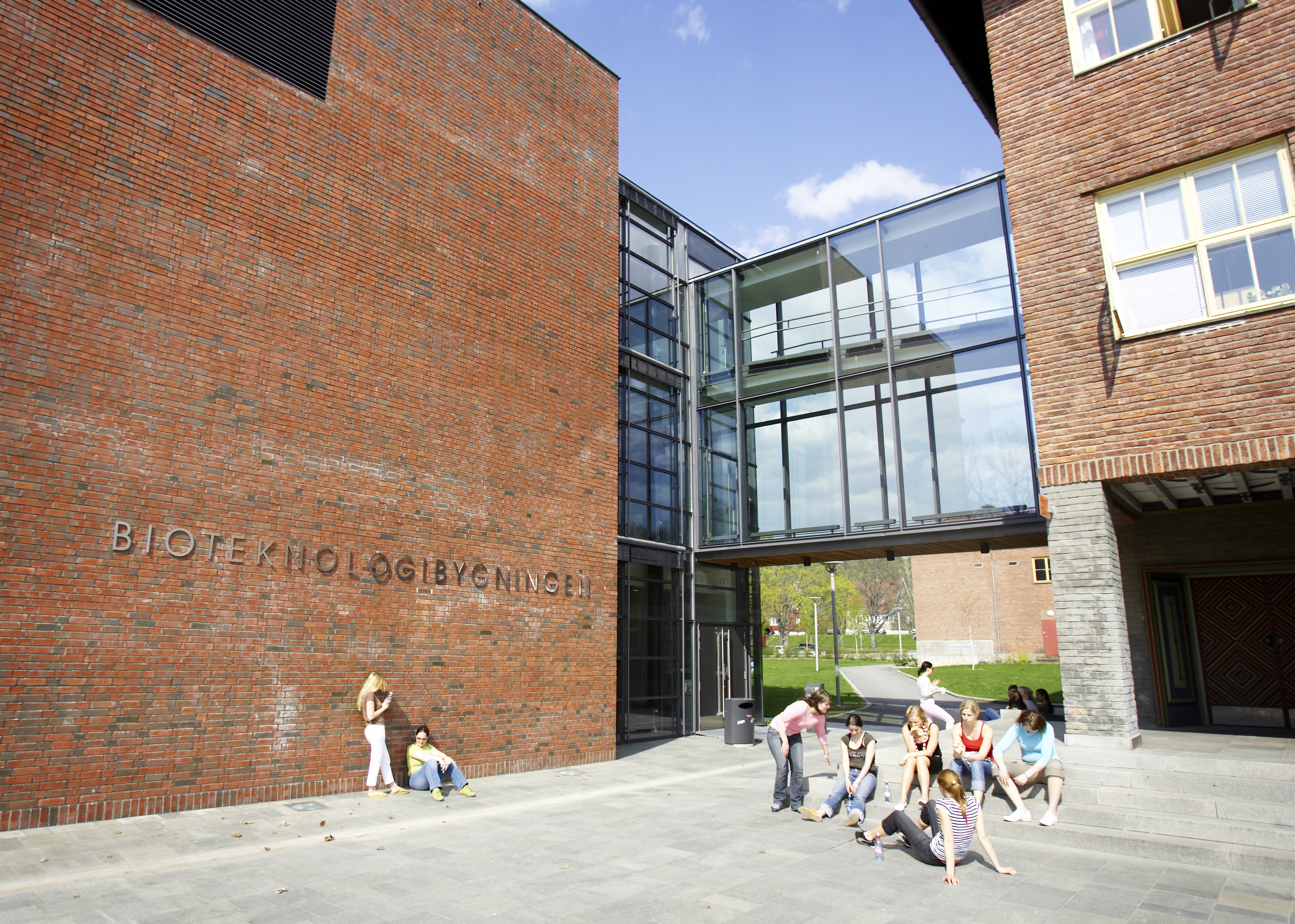
Будівництво біотехнології НМБУ

- Навколишнє середовище та природні ресурси
- Продовольча наука
- Ліс, довкілля та промисловість
- Геоматика
- Ландшафтне будівництво та управління
- Природничі науки
- Наука про рослини
- Відновлювальна енергія

- Хімія та біотехнологія

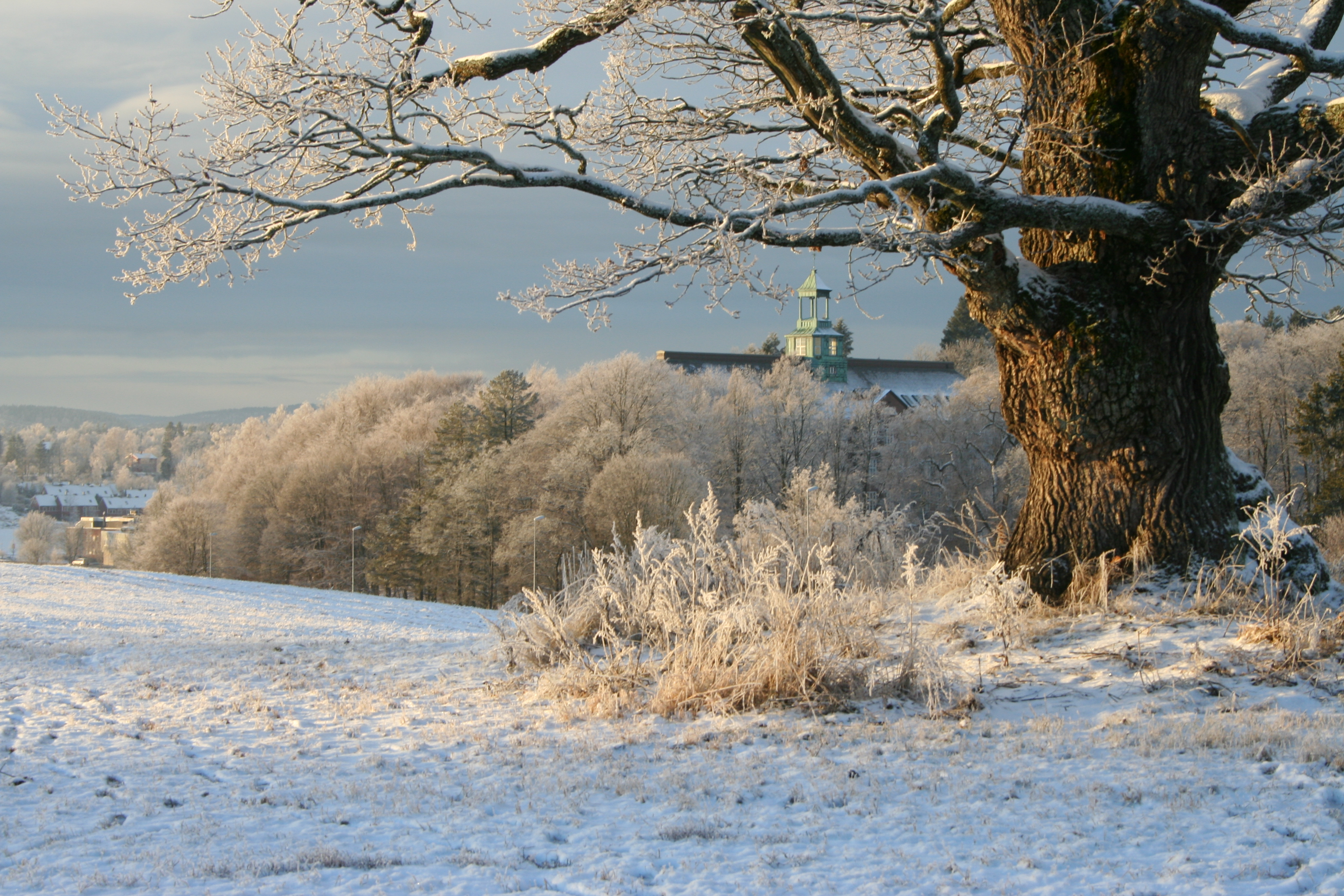
У зимовий період

- Фізика навколишнього середовища та відновлювані джерела енергії
- Геоматика
- Економіка промисловості та управління технологіями
- Ландшафтна архітектура
- Право власності та землі
- Просторове планування
- Будівництво та архітектура
- Міське та регіональне планування
- Педагогічна освіта в природничих науках
- Вода та екологічні технології

магістерські програми в норвезькому - 2 роки 
- Наука про тварин
- Біоінформатика та прикладна статистика
- Біологія
- Біотехнологія
- Бізнес-адміністрування
- Хімія
- Навколишнє середовище та природні ресурси
- Продовольча наука
- Лісові науки
- Інновації та підприємництво
- Управління природними ресурсами
- Математичні, фізичні та обчислювальні науки
- Мікробіологія
- Розвиток та інновації, що базуються на природі
- Упаковка
- Наука про рослини
- Охорона здоров'я
- Розвиток нерухомості
- Відновлювальна енергія

Докторські програми Докторські програми базуються на продовженні в норвезькій системі ступенів від ступеня магістра або еквівалентної кваліфікації.  Докторська програма складається з курсової роботи, індивідуального дослідницького проекту (ів) та дисертації, яка захищається під час офіційного усного іспиту. 
Інші програми на норвезькій мові 
- Програма однорічної педагогічної освіти - неповний робочий день

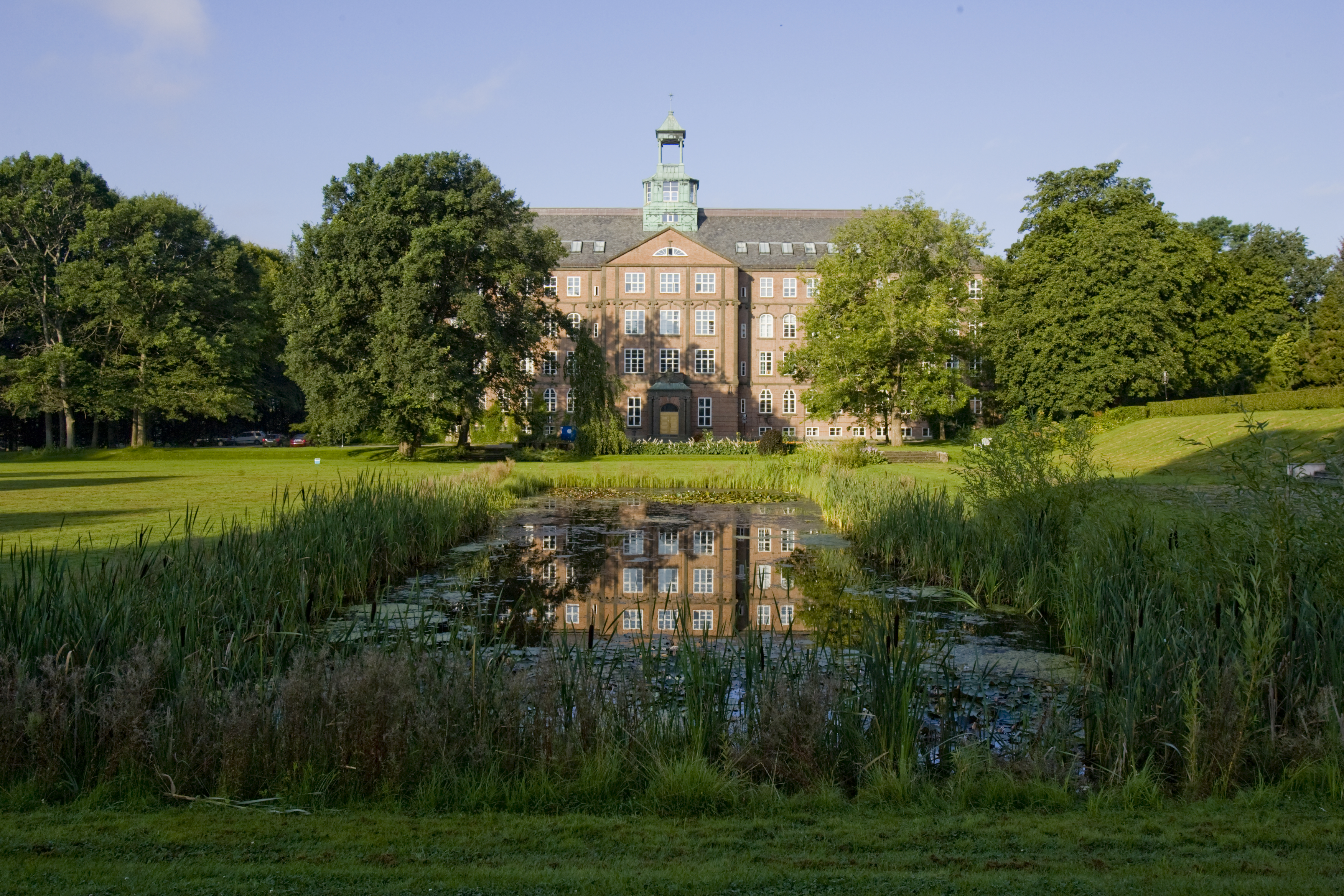
Башта будівлі

- Програма однорічної педагогічної освіти - повний робочий день
- Наука

## Іноземні студенти
NMBU має угоди про обмін з більш ніж 93 університетами по всьому світу, включаючи шість північних, 44 європейських і вісім північноамериканських установ.  Інституційні партнерські відносини з університетами країн, що розвиваються, здійснюються переважно через Департамент міжнародних екологічних досліджень та досліджень розвитку / Noragric.  Завдання співпраці НМБУ з університетами за кордоном включають створення сильних академічних мереж, сприяння міжнародному обміну та сприяння розбудові компетенцій з університетами на півдні. 

## Research
Дослідження в НМБУ включає фундаментальних досліджень і прикладних досліджень, забезпечуючи основу для навчання, підготовки наукових кадрів та досліджень, орієнтованих на приватний сектор. Дослідження в основному зосереджені на екологічних наук, ветеринарної медицини, харчової науки, біотехнології, аквакультури та розвитку бізнесу. Вона також має сильну міждисциплінарний і міжнародний підхід. Існує тісний зв'язок між науковими дослідженнями і навчальних програм НМБУ; студентів на магістерських та докторських рівні часто беруть участь у багатьох науково-дослідницької діяльності.
Дослідження також спільне підприємство між науково-дослідними інститутами в ås. Разом, університет та інститути представляють найбільших наукових середовищах наук про життя в Норвегії. НМБУ також бере активну участь у національних союзів з іншими установами та з допомогою інституційних партнерств з університетами в країнах, що розвиваються. Пов'язані зі здоров'ям НМБУ дослідження пов'язана з здорова їжа, чиста вода і довкілля безліч пов'язаних із цим проблем в країнах, що розвиваються.

## Студентське життя

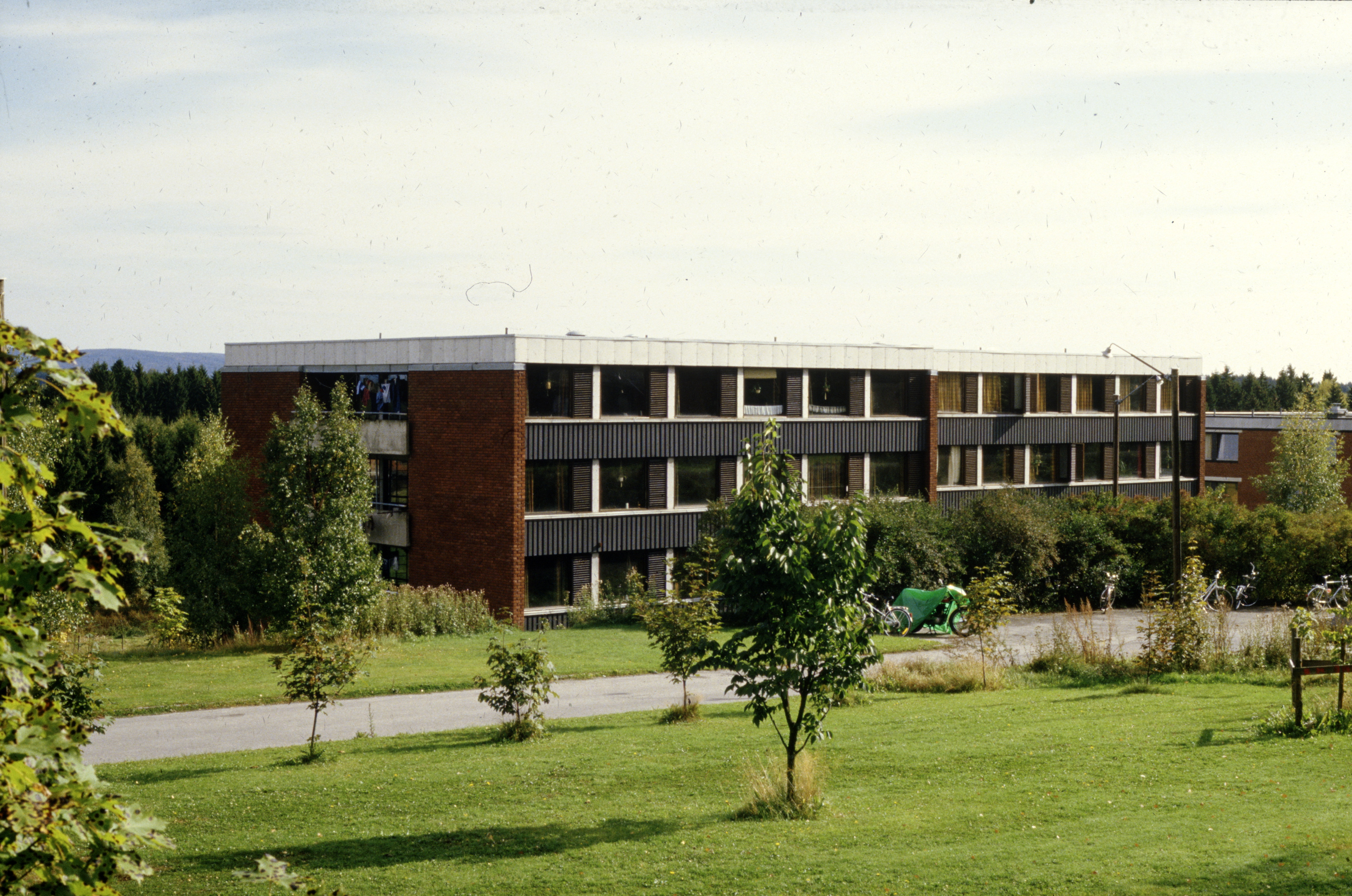
Pentagon

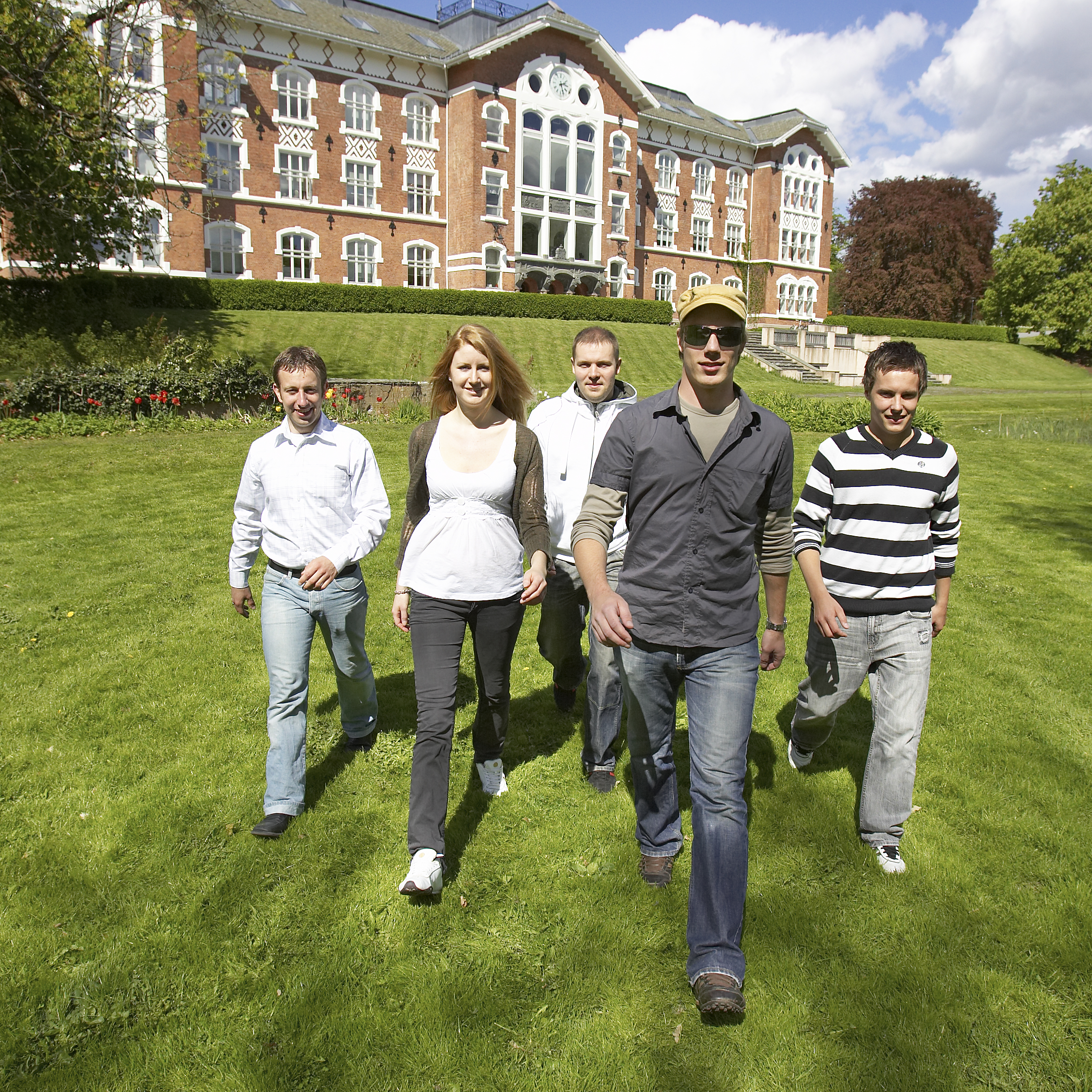
Студенти НМБУ

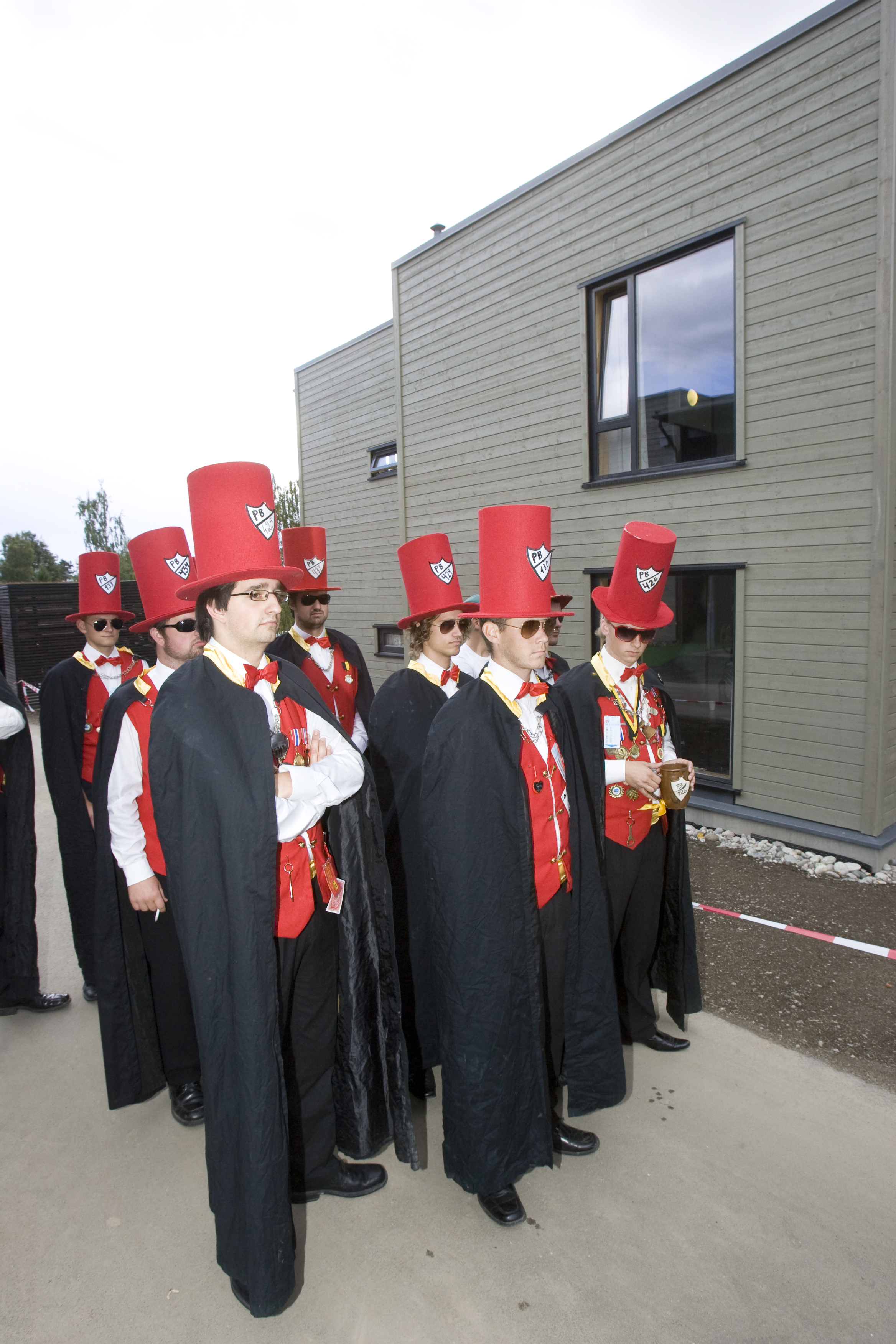
Студентське життя НМБУ

### Student Housing
Пентагон, будівля на південь від кампусу НМБУ, розміщує студентів.  Інші студенти живуть у приватному житлі. 

### Організації
Університету для студентського життя в ås (SiÅs)
Заснування університету для студентського життя в ås був створений в 1955 році на підставі та на виконання закону україни від 28.06.96 студентських спілок. SiÅs зобов'язаний:
- забезпечити студентів з гарною і розумною загального благоденства
- інтереси студентів
- внесок зробити, що НМБУ стає і привабливе місце для навчання і роботи

SiÅs is in charge of the student accommodations, sports center, bookstore, print shop, restaurant and cafeterias, nursery, kiosk and booking of meeting and function rooms.
Studensamfunnet в Ås Студентське співтовариство NMBU складається з 60-70 клубів і товариств, які обидві і спільно пропонують більшості студентів унікальні та соціальні заходи з багатьма викликами.  Studentsamfunnet в Ес є найстарішим і найпотужнішим суспільством, яке володіє більшістю будівель, які об'єднують більшість соціальних заходів. 
Студентська рада Студентська рада (NSO Ås) має справу з усім, що стосується демократії студентів, включаючи щоденний контакт з SiES і контактів з різними студентськими представниками в різних радах, зборах і комітетах.  Студентська рада є адміністративним головою Студентського парламенту, але Студентський парламент контролює Студентську раду.  Студентський комітет складається з обраних представників від кожного департаменту та обраних членів Ради студентів.  Вищим органом студентської демократії є загальна асамблея (Allmøtet).  Тут всі студенти мають право говорити та голосувати.  Представники до Ради студентів обираються на загальних зборах, які проводяться кожну осінь і весну. на загальних зборах кафедри обираються представники студентів на рівні кафедр.  Всі студенти мають право говорити та голосувати на загальних зборах свого відділу. 
Міжнародний студентський союз Міжнародний студентський союз (ISU) - це організація, що складається з іноземних студентів, які відвідують різні університети і Høgskolen по всій Норвегії і мають особливий інтерес до студентської політики та міжнародних студентських прав.  МСУ - це демократична, некомерційна, нерелігійна, мультикультурна та безпартійна організація, яка прагне служити та сприяти інтересам іноземних студентів, які навчаються в Норвегії.  МСУ представляє голос іноземних студентів у політичних та академічних питаннях і має на меті: 
ГІП також сприяє взаємозв'язку між норвезькими та іноземними студентами і працює для підтримки зв'язку з місцевими студентськими організаціями. Членство в ІСУ є безплатним і відкритим для всіх міжнародних студентів в Норвегії. Вибори проводяться один раз на рік у вересні та всі іноземні студенти мають право балотуватися і голосувати.
Члени Ради зустрічаються у студентської поштове відділення приблизно через кожні два тижні після занять і працювати як команда, щоб обговорити різні аспекти міжнародної студентської життям. ГІП-це демократія, і кожен учасник має право запропонувати, підказати і порадити.
Найвищу гілку ГІП-Національне зібрання, яке проводить робочі програми та затверджує бюджети всіх гілок ГІП. Місцеві відділення мають право самостійно вирішувати, умови їх власної діяльності.

## Зовнішні посилання
- UMB official web site in English [Архівовано 10 січня 2019 у Wayback Machine.]
- UMB Animal and Aquacultural Sciences
- UMB Chemistry, Biotechnology and Food Science
- UMB Ecology and Natural Resource Management
- UMB Economics and Resource Management
- UMB Plant and Environmental Sciences
- UMB Noragric
- The Centre for Integrative Genetics [Архівовано 5 квітня 2008 у Wayback Machine.]
- SiÅs
- Samfunnet in Ås [Архівовано 2 березня 2021 у Wayback Machine.]
- Tuntreet